# Per Gessle’s Roxette
«Per Gessle’s Roxette» — европейский сольный гастрольный тур шведского поп-рок музыканта Пера Гессле и его группы PG Roxette. Тур состоялся осенью 2018 года и был приурочен к выходу альбома «Small Town Talk», релиз которого состоялся за месяц до начала гастролей.

## Общая информация

### Альбом «Smal Town Talk»
В 2017 году Пер Гессле выпустил двойной сольный альбом на шведском языке, который состоял из двух пластинок: «En vacker natt» и «En vacker dag». Альбомы записывались большей частью в Нэшвилле, штат Теннесси, США, а также в Хальмстаде и Стокгольме (Швеция). Летом того же года прошёл гастрольный тур «En vacker kväll» по Скандинавии. Помимо местных жителей тур посетили многочисленные поклонники музыканты со всего света: из Германии, Венгрии, России, Австралии, Бразилии и других стран. По окончании тура Гессле заявил, что планирует перевести некоторые песни из этих двух альбомов на английский язык и записать новый англоязычный альбом для своих поклонников из других стран. В начале 2018 года было объявлено, что эти планы воплотятся в жизнь и новый альбом «Small Town Talk» (по названию первого сингла с альбома «En vacker natt» — «Småstadsprat») будет выпущен в сентябре 2018 года.

### Песни Roxette
После того, как врачи посоветовали солистке Roxette Мари Фредрикссон отказаться от гастрольной деятельности, многие заговорили о конце карьеры группы Roxette. Последний концерт, на котором Гессле и Фредрикссон выступали вместе состоялся 8 февраля 2016 года на Grand Arena в Кейптауне, ЮАР.
Во время тура «En vacker kväll» Гессле исполнял некоторые песни Roxette вместе с Хеленой Юсефссон, за что неоднократно подвергался критике поклонников, которые утверждали, что Roxette — это исключительно дуэт Пера Гессле с Мари Фредрикссон. На это, как Хелена Юсефссон, так и затем сам Пер Гессле неоднократно давали разъяснения на своих официальных страницах в Фейсбуке о том, что никто не пытается заменить Мари Фредрикссон на сцене и создать новый музыкальный коллектив. Гессле объяснил своё желание исполнять песни Roxette исключительно тем, что, так как концертная деятельность дуэта прекращена навсегда, песни должны жить и, по его мнению, лучше исполнить их с другим исполнителем, чем предать забвению. Отвечая на очередной вопрос о поклонниках Roxette, не принимающих исполнение песен дуэта без Мари Фредрикссон, Гессле рассказал, что он обсуждал гастрольный тур «Per Gessle’s Roxette» с ней лично и она не просто согласилась на подобные выступления, но и сама выступила с инициативой исполнять песни коллектива в будущем без её участия.
Перед началом тура «Per Gessle’s Roxette» Гессле в интервью газете «SVT Nyheter» ещё раз подчеркнул это: «Разумеется, я ни в коем случае не пытаюсь заменить Мари, но хочу придать моим песням немного жизни… …я писал песни для Roxette с 1986 года, мы выпустили 10 студийных альбомов и 53 сингла. Мне очень нравится большинство из этих песен и я действительно хочу продолжать играть их [на сцене]. Они являются очень большой частью моей жизни. Наше с Мари сотрудничество было уникальным и никто не сможет повторить его, так что это абсолютно не то, к чему я стремлюсь.»
Гессле также озвучил эту идею в интервью шведской радиостанции «P4 Halland»: «Я не буду пытаться заменить Мари, а всего лишь играть песни Roxette. В противном случае, их можно вообще больше никогда не исполнять, и это будет ужасно грустно.»
В интервью гётеборгской газете «Göteborgs-Posten» музыкант рассказал, что Мари согласна с тем, что песни дуэта будут исполняться без её участия. Она согласна с мнением своего коллеги о том, что песни «должны жить дальше», а «замечательные люди, которые следили за… творчеством [Roxette] на протяжении нескольких лет» имеют право услышать их исполнение вживую.
Тем не менее, сам музыкант не хотел, чтобы люди приходили на его концерты в рамках настоящего тура и ожидали бы увидеть Мари Фредрикссон рядом с ним на сцене. В интервью газете «Expressen» Гессле ещё раз повторил, что не собирался «выводить на сцену новую Мари… и заменять её кем-либо». Кроме того, он подчеркнул, что не отправился бы в этот тур, если бы сама Фредрикссон не была бы с этим согласна. Он приводит в пример группу Fleetwood Mac, в которой Питер Грин был заменён сначала на Линдси Бакингема, а позднее на Стиви Никс — Гессле говорит, что в его мыслях было сделать нечто подобное. Он также упоминает Пола Макартни, который исполняет песни The Beatles без самих Beatles, а также Джона Фогерти, исполняющего песни Creedence без самой группы Creedence.

## Выбор названия гастрольного тура
По заверению Пера Гессле, он не хотел, чтобы люди приходили на его концерты и ожидали увидеть на них Мари Фредрикссон, вторую половину дуэта Roxette, которая завершила свою карьеру по настоянию врачей несколько лет назад. Поэтому, к выбору названия для тура музыкант и члены его группы подошли с осторожностью. Внимание Гессле привлекли Роджер Уотерс и его тур «Roger Water’s Pink Floyd», а также «Jeff Lynne’s ELO» Джеффа Линна. По аналогии Пер Гессле решил назвать свой тур «Per Gessle’s Roxette».

## Музыканты
Состав группы в этом туре был такой же, как и во время предыдущего тура по Швеции «En vacker kväll» (2017).
- Пер Гессле — вокал, гитара, губная гармонь
- Кристофер Лундквист — гитара, pedal steel guitar, электрогусли, бэк-вокал, вокал (только для песни «Small Town Talk»)
- Кларенс Эверман — клавишные
- Хелена Юсефссон — вокал, бэк-вокал, перкуссия, флейта
- Магнус Бёрьесон — бас гитара, бэк-вокал
- Андреас Дальбэк — ударные
- Малин-Мю Валл — скрипка, перкуссия, бэк-вокал, флейта
- Ула Густавссон — гитара, pedal steel guitar

## Список песен
Список песен представлен по примеру премьерного концерта тура в Праге, Чехия.
1. The Look
2. Milk and Toast and Honey
3. The Finest Prize
4. Crash! Boom! Bang!
5. Dressed for Success
6. She’s Got Nothing On (But The Radio)
7. Spending My Time
8. I’m Glad You Called
9. Small Town Talk
10. I Have A Party In My Head
11. It Must Have Been Love
12. Opportunity Nox
13. The Big L.
14. Fading Like A Flower
15. Silver Blue
Представление музыкантов
16. How Do You Do! (попурри с № 17)
17. Dangerous
Первый выход на бис
18. Queen Of Rain
19. Doesn’t Make Sense
Второй выход на бис
20. Joyride
21. Listen to Your Heart
22. The Sweet Hello, The Sad Goodbye

Начиная со второго концерта сет-лист был урезан до 20 песен: композиции «The Finest Prize» и «Silver Blue» не исполнялись.

## Даты концертов и список городов
16 октября планировался концерт в Манчестере (Великобритания) на арене O2 Apollo, однако позже он был отменён. Планировавшийся 3 ноября концерт в Эспоо (Финляндия) на Metro Areena был перенесён в Хельсинки на 12 ноября.
| Дата концерта | Город/страна           | Арена                                | Примечания |
| ------------- | ---------------------- | ------------------------------------ | --- |
| 7 октября     | Прага Чехия            | Forum Karlín                         | Концерт посетили ок. 900—1000 зрителей (клуб вмещает ок. 3000 зрителей). На разогреве выступала чешская группа Robin Mood. Концерт в качестве зрителя посетил Йонас Исакссон, гитарист Roxette (1986—2003), который написал об этом в своем Фейсбуке: «Первый тур без Мари с именем „Roxette“ на афишах» (швед. Första turnén utan Marie med namnet Roxette på affischerna.). |
| 9 октября     | Лейпциг Германия       | Haus Auensee                         | Ок. 1000 зрителей (арена вмещает 3600 человек). На разогреве выступал английский музыкант Ли МакДугалл (англ. Lee MacDougall). |
| 11 октября    | Гамбург Германия       | Laeiszhalle, Großer Saal             | На концерт было продано около 1500 билетов, что составляет 75 % от количества всех мест в зале. На разогреве выступал английский музыкант Ли МакДугалл. |
| 12 октября    | Брюссель Бельгия       | Ancienne Belgique                    | |
| 15 октября    | Лондон Великобритания  | Hammersmith Apollo                   | На разогреве выступал английский музыкант Ли МакДугалл. |
| 18 октября    | Вена Австрия           | Stadthalle F                         | На разогреве выступал английский музыкант Ли МакДугалл. |
| 19 октября    | Цюрих Швейцария        | Halle 622                            | На разогреве выступал английский музыкант Ли МакДугалл. |
| 21 октября    | Варшава Польша         | Stodola                              | |
| 22 октября    | Берлин Германия        | Адмиралспаласт                       | На разогреве выступал английский музыкант Ли МакДугалл. |
| 23 октября    | Кёльн Германия         | E-Werk                               | На разогреве выступал английский музыкант Ли МакДугалл. |
| 25 октября    | Утрехт Нидерланды      | Muziekcentrum Vredenburg, Grote Zaal | На разогреве играла группа Bottles of Love. |
| 27 октября    | Хальмстад Швеция       | Halmstad Arena                       | На разогреве выступал Nano, один из участников шведского музыкального ТВ-шоу Melodifestivalen. В качестве зрителя концерт посетил коллега Гессле по Gyllene Tider Матс МП Перссон |
| 30 октября    | Санкт-Петербург Россия | БКЗ «Октябрьский»                    | 24 октября 2018 года в эфире петербургской радиостанции «Радио для двоих» 90,6 FM было объявлено, что эта станция будет вести прямую звуковую трансляцию концерта в своём эфире. |
| 1 ноября      | Москва Россия          | Crocus City Hall                     | |
| 5 ноября      | Стокгольм Швеция       | Waterfront                           | |
| 9 ноября      | Карлстад Швеция        | Löfbergs Arena                       | |
| 10 ноября     | Линчёпинг Швеция       | Saab Arena                           | |
| 12 ноября     | Хельсинки Финляндия    | Kulttuuritalo                        | |
| 15 ноября     | Осло Норвегия          | Sentrum Scene                        | |
| 16 ноября     | Гётеборг Швеция        | Scandinavium                         | |